# 金星站 (杭州市)
金星站（工程名为绿汀路站折返线东工作井）位于中华人民共和国浙江省杭州市余杭区余杭街道文二西路与智溢路交叉口，金星村地块内，为杭州地铁5号线西延伸二期的地下车站。

## 车站结构
金星站为地下岛式站台，沿文二西路东西向布置，地下二层双柱三跨现浇钢筋混凝土框架结构，设置有一条单渡线，作运营临时折返用。设6个出入口、2组风亭。工作井主体结构外包总长284.6m，总宽21.7m（有效中心处），标准段总高13.26m，站台宽度12.6m。本次设计的总建筑面积为17471平方米。其中主体建筑面积为12842平方米，附属建筑面积为4629平方米，其中出入口以及通道建筑面积2330平方米，风亭风道建筑面积2299平方米。

### 楼层分布
| 1层  | 地面               | 出入口                     |  |  |
| -1层 | 站厅               | 自动售票机、客服中心、商店 |  |  |
| -2层 |                    | █ 5号线 往南湖东（南湖东） |  |  |
|      | 岛式站台，左侧开门 |                            |  |  |
|      |                    | █ 5号线 往姑娘桥（绿汀路） |  |  |

### 出入口
| 编号                                                        | 出口标识     | 建议前往的目的地                                    |
| ----------------------------------------------------------- | ------------ | --------------------------------------------------- |
| A                                                           | 文二西路北侧 | 文二西路、数云路、运溪路                            |
| B                                                           | 文二西路北侧 | 智溢路、文二西路、文一西路 梅家桥星苑               |
| C                                                           | 文二西路北侧 | 文二西路、智溢路、云联路 余杭中学                   |
| D                                                           | 文二西路南侧 | 文二西路、云联路、菜鸟北路 菜鸟智谷产业园、菜鸟总部 |
| E                                                           | 文二西路南侧 | 文二西路、数云路、菜鸟北路 菜鸟智谷产业园、菜鸟总部 |
| F                                                           | 文二西路南侧 | 文二西路、数云路、运溪路 菜鸟智谷产业园             |
| 註： 设有卫生间 \| 设有第三卫生间 \| 设有母婴室 \| 设有电梯 |              |                                                     |

## 车站周边
金星站位于杭州未来科技城中的人工智能小镇，附近有梅家桥港、枫树港、山河港等多条河流。

## 接驳交通
- 杭州公交

A、F口：地铁金星站(A·F)
B口：地铁金星站B口
- 杭州公共自行车

## 历史
- 2018年4月1日，车站开工。
- 2018年11月26日，获发改委批复。[4]
- 2019年3月12日，车站结构封顶。[5]
- 2020年4月23日，车站投入运营[6]。